# Otto Gmelin
Otto Helmut Gmelin (Wangen im Allgäu, Alemanya; 5 de juliol de 1876 — Esslingen am Neckar, Alemanya; 29 d'octubre de 1925), va ser un dirigent esportiu d'origen alemany, novè president del Futbol Club Barcelona, entre 1909 i 1910.

## Biografia
Nascut en 1876 a Alemanya, es va traslladar a Barcelona per dedicar-se a la importació i el comerç de productes colonials. Va ingressar al FC Barcelona de la mà del fundador del club, Hans Gamper. Tots dos van fer amistat a Barcelona, doncs eren membres de la comunitat protestant helvètico-germana de la ciutat i pertanyien a la mateixa església. Gmelin mai va jugar a futbol amb la samarreta blaugrana, encara que es va vestir de curt per arbitrar alguns partits.
El 14 d'octubre de 1909, quan Gamper va dimitir de la seva primera presidència, els socis van triar com a successor al seu home de confiança, Otto Gmelin, a canvi que el suís acceptés seguir en la junta directiva com a tresorer. Amb Gmelin el Barcelona va viure la millor temporada esportiva de la seva història fins a aquell moment, conquistant el seu primer triplet. Es va proclamar per primera vegada campió d'Espanya, després de remuntar a l'Español de Madrid un 0-2 advers en el partit final. En el campionat de Catalunya es va imposar amb gran superioritat i sense cedir un punt. El trio de títols es va completar amb la conquesta de la Copa dels Pirineus, primer títol internacional que va arribar a la vitrines barcelonistes. El colofó a la temporada va ser la disputa, per primera vegada, d'un partit contra un equip professional, el Cardiff Corinthians de Gal·les, que va acabar amb victòria blaugrana per un contundent 4-1.

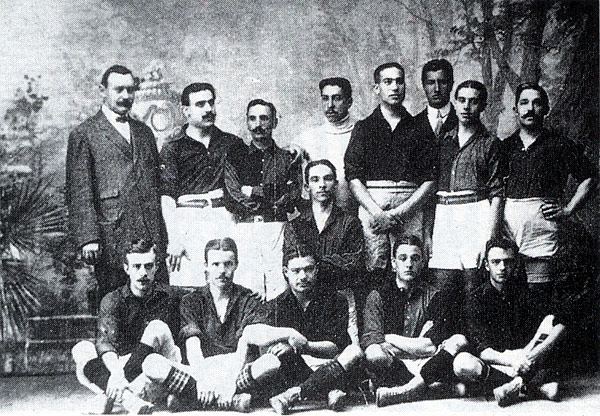
Gmelin (dempeus, tercer per la dreta) amb la plantilla guanyadora del triplet. Va ser l'última temporada que els blaugrana van vestir pantalons blancs.

Per celebrar els èxits esportius de la temporada, el 17 de juliol de 1910 el FC Barcelona va estrenar el seu primer himne oficial, compost per José Antonio Lodeiro Piñeiros, sent el primer club espanyol a comptar amb himne propi. Durant la presidència de Gmelin va haver-hi altres novetats significatives en els símbols de club, com l'adopció de l'actual escut en forma d'olla, dissenyat per Carlos Comamala. També va haver-hi canvis en l'uniforme: els pantalons de color blanc, usats des de la fundació de l'equip, es van reemplaçar pels blaus.
Després d'un mandat d'onze mesos, Gmelin va deixar la presidència de nou en mans de Gamper el 17 de setembre de 1910. Amb el suís al capdavant del club, va tornar a formar part de la directiva com a vocal, la temporada 1911-12.
Al marge del futbol, Gmelin va ser un gran aficionat al tennis, com a jugador i, sobretot, com a àrbitre. Va ser un dels pioners de la secció de tennis de FC Barcelona i, al costat del seu amic Gamper, va ser directiu de l'Associació de Lawn-Tennis de Barcelona, antecessora de l'actual Real Federació Espanyola de Tennis, en representació del club blaugrana.
Gmelin era popularment conegut com a gran Otto per la seva corpulència física, encara que gran part de la seva vida va estar marcada per problemes de salut. Víctima d'una llarga malaltia, en els seus últims mesos de vida va tornar a Alemanya, on va morir el 1925.